# Anglikanska zajednica
Anglikanska zajednica (eng. Anglican Communion) ili Anglikansko zajedništvo je kršćanska crkvena zajednica koja u svojoj predaji sjedinjuje elemente katoličke i evangeličke vjerske tradicije. Pritom su katolički elementi vidljiviji u liturgiji i razumijevanju sakramenata, dok su evangelički elementi prisutniji u teologiji.
Same se pojedine zemaljske anglikanske zajednice drže dijelom »jedne, svete, katoličke (sveopće) i apostolske Crkve«, koja je u sebi uključila tradiciju i teologiju engleske i djelomično škotske reformacije.[nedostaje izvor] Unatoč tome, anglikanci reformaciju ne shvaćaju kao odvajanje od Katoličke Crkve, nego kao potrebnu obnovu te Crkve na britanskom otoku.[nedostaje izvor] Anglikanska zajednica ima oko 80 milijuna članova te oko 385 dijeceza u cijelom svijetu.[nedostaje izvor]

## Prethodna povijest
Povijest anglikanstva prije 17. stoljeća, bitno je povezana s povijesti Crkve u Engleskoj.
Vidi: Engleska Crkva: Povijest

## Širenje anglikanstva izvan Engleske
Širenje anglikanstva izvan Engleske može se promatrati u dvama koracima. Prvi je onaj koji obuhvaća Britaniju i Irsku, a drugi se odnosi na širenje ove Crkve cijelim svijetom u vrijeme ekspanzije britanskog kolonijalnog carstva.

### U Britaniji i Irskoj
Od 17. stoljeća počinje snažno zemljopisno i kulturno širenje britanskoga utjecaja, pa tako i anglikanstva.
Istovremeno s engleskom reformacijom od Rima se odvojila i Irska Crkva, te usvojila slične odrednice kao i Engleska Crkva, no ondje je većina stanovništva ostala vjerna Katoličkoj Crkvi.
1582., nastojanjem kralja Jakova VI. da ponovno uvede biskupsku službu u Škotsku prezbiterijalnu Crkvu, utemeljena je Škotska episkopalna Crkva.
Nakon Američke revolucije Škotska episkopalna Crkva omogućila je utemeljenje i Episkopalne Crkve u Sjedinjenim Američkim Državama, jer nije, poput Engleske Crkve, zahtijevala da, prilikom svoga ređenja, novi biskup prisegne na vjernost engleskoj kruni.
Velška Crkva, koja je dotad pripadala kenterberijskoj crkvenoj pokrajini, osnovana je 1920. kao zasebna crkvena pokrajina.

### U Britanskom Carstvu
Do sredine 18. stoljeća Anglikanska crkvena zajednica uključivala je Englesku Crkvu (kojoj je pripadala i današnja Velška Crkva), Irsku Crkvu i Škotsku episkopalnu Crkvu, no veliko širenje Britanskog Carstva u 18. i 19. stoljeću dovelo je i do širenja Crkve. Isprva, sve su anglikanske crkve u kolonijama bile pod izravnom jurisdikcijom londonskog biskupa. Prva se iz takvoga položaja osamostalila Episkopalna Crkva u SAD-u. Otprilike u isto vrijeme Engleska Crkva počela je u kolonijama koje su ostale u sastavu Carstva imenovati biskupe. 1787. imenovan je biskup Nove Scotije s jurisdikcijom na čitavom britanskom Sjevernom Amerikom, a s vremenom su imenovani i drugi biskupi na području današnje Kanade.
1814. imenovan je biskup Calcutte, 1842. prvi biskup u Britanskoj zapadnoj Indiji (Karibi), a 1836. i u Australiji. 1840. bilo je još uvijek tek 10 biskupa u svim britanskim kolonijama, no već sljedeće godine osnovano je Kolonoijalno vijeće biskupa, te je osnivano sve više novih dijeceza.

### Osamostaljivanje i traženje jedinstva
S vremenom su ove dijeceze združivane u crkvene pokrajine s metropolitom na čelu, biskupe su počele imenovati mjesne crkve i nisu više nametani iz Engleske, te su konačni nacionalni sinodi počeli donositi vlastito crkveno zakonodavstvo.
1867. održana je prva Lambetska konferencija (eng. Lambeth Conference) koja okuplja sve anglikanske biskupe u svijetu, a ima savjetodavnu ulogu. Od 1878. ove se konferencije održavaju svakih deset godina.

## Ustrojstvo
Jedinstvo Anglikanske zajednice ostvaruje se kroz četiri ustanove, no one ne oduzimaju ništa od samostalnosti pojedinih crkava, te nema nekog strogog međunarodnog hijerhijskog uređenja.
- Kenterberijski nadbiskup duhovni je vođa Zajednice, a, kako bi bile članice Anglikanske zajednice, pojedine crkve moraju biti u zajedništvu s njime. Njegova je uloga isključivo simbolična, a njegove odluke nemaju nikakvog zakonskog učinka nad ostalim crkvenim pokrajinama.

- Lambetska konferencija (prvi put održana 1867. najstariji je način okupljanja ove Zajednice, a riječ je o skupu biskupa pomoću kojega se jača jedinstvo i kolegijalnost. Na Lambetskim konferencijama raspravlja se o pitanjima od zajedničkog interesa, te se donose odluke koje služe kao vodilje u životu crkava. Održava se otprilike svakih deset godina.

- Anglikansko savjetodavno vijeće (prvi se put sastalo 1971.) utemeljila ga je Lambetska konferencija, a sastaje se svake tri godine. Sastoji se od biskupa, klera i laika izabranih u 38 crkvenih pokrajina. Vijeće ima svoje stalno tajništvo, Ured Anglikanske zajednice, čiji je predsjednik kenterberijski nadbiskup.

- Susret primasa (prvi put održan 1979.) najmlađa je ustanova međunarodnog savjetovanja u Anglikanskoj zajednici, a zamišljena je kao prilika za opušteno promišljanje, molitvu i podrobnije savjetovanje.

Budući da nema obvezujuće vlasti unutar Zajednice, ova međunarodna tijela isključivo su savjetodavnog karaktera.

## Članice Anglikanske zajednice
Anglikansku zajednicu čini 38 crkvenih pokrajina, svaka sa svojim primasom i vlastitim upravnim ustrojstvom. U nekim slučajevima ove pokrajine imaju oblik nacionalnih crkava (npr. u Kanadi, Ugandi i Japanu), a u nekima višenacionalnih (npr. na Karibima, u Središnjoj Africi ili Jugoistočnoj Aziji. Članice Anglikanske zajednice su sljedeće crkvene pokrajine:
- Engleska Crkva
- Velška Crkva
- Irska Crkva
- Škotska episkopalna Crkva
- Episkopalna Crkva u Sjedinjenim Američkim Državama
- Kanadska anglikanska Crkva
- Anglikanska Crkva u Aotearoau, Novom Zelandu i Polineziji
- Anglikanska Crkva u Australiji
- Nigerijska Crkva
- Bangladeška Crkva
- Brazilska episkopalna anglikanska Crkva
- Burundska anglikanska Crkva
- Crkva provincije Središnje Afrike
- Anglikanska Crkva pokrajine Srednje Amerike
- Kongoanska pokrajina anglikanske Crkve
- Anglikanska (episkopalna) Crkva Hong Konga (Sheng Kung Hui)
- Crkva pokrajine Indijskog oceana
- Anglikanska zajednica u Japanu (Nippon Sei Ko Kai)
- Episkopalna Crkva u Jeruzalemu i na Bliskom Istoku
- Kenijska anglikanska Crkva
- Korejska anglikanska Crkva
- Crkva melanezijske pokrajine
- Meksička anglikanska Crkva
- Crkva Mijanmara (Burma)
- Crkva sjeverne Indije
- Crkva južne Indije
- Pakistanska Crkva
- Anglikanska Crkva Papua Nove Gvineje
- Filipinska episkopalna Crkva
- Crkva pokrajine Ruande
- Crkva pokrajine Jugoistočne Azije
- Crkva pokrajine Južne Afrike
- Crkva južnog roga Amerike
- Sudanska episkopalna Crkva
- Tanzanijska anglikanska Crkva
- Ugandska Crkva
- Crkva pokrajine zapadne Afrike
- Crkva pokrajine Zapadne Indije (Karibi)

Usto, postoji još šest izvanpokrajinskih crkava od kojih je pet pod metropolitanskom vlašću kenterberijskog nadbiskupa, a ona kubanska pod upravom metropolitanskog vijeća.
- Bermudska anglikanska Crkva
- Župa Falklandskog otočja
- Luzitanijska katolička apostolska evanđeoska Crkva u Portugalu
- Španjolska reformirana episkopalna Crkva
- Cejlonska Crkva (Šri Lanka)
- Kubanska episkopalna Crkva

## Vanjske poveznice
- Službene stranice (engl.)

| Portal:Kršćanstvo | Portal: Kršćanstvo |